# Amblyophallus exaltata
Amblyophallus exaltata är en insektsart som beskrevs av Fabricius. Amblyophallus exaltata ingår i släktet Amblyophallus och familjen hornstritar. Inga underarter finns listade i Catalogue of Life.